# Fundición Tipográfica Neufville
La Fundición Tipográfica Neufville fue la más importante empresa de fundición de tipos radicada en Barcelona y uno de los principales suministradores en España de maquinaria de artes gráficas durante el siglo XX. La fundición se disolvió en 1995. Su sucesora Bauer Types continua fundiendo tipos de plomo durante algunos años y firma en 1998 un acuerdo con la empresa holandesa Visualogik para la digitalización de fuentes en Neufville Digital.

## Historia
Se han encontrado punzones y matrices que atestiguan que el origen de la empresa se remonta al siglo XVI, cuando los impresores alemanes llevaron el invento de Gutenberg a España. La fundición pertenecía al Convento de San José de Barcelona y en el año 1880 pasa a ser propiedad del impresor Narciso Ramírez y Rialp, quien en 1885 la vendió a la Bauersche Giesserei de Fráncfort del Meno. La empresa continuó con el nombre de J. de Neufville, bajo la dirección de Jacobo de Neufville, hijo de una familia patricia de Fráncfort que participaba en la empresa. Éste se retiró pronto del negocio por motivos de salud y la empresa pasa a denominarse Sucesores de J. de Neufville.
En el año 1922 Carlos Hartmann, hijo del propietario de la Bauersche Giesserei, Georg Hartmann, convirtió la empresa en Sociedad española bajo el nombre de Fundición Tipográfica Neufville, SA. Bajo su dirección se asumió la distribución de la maquinaria alemana de artes gráficas más prestigiosa, adquiriendo de este modo la empresa un gran renombre en el mundo gráfico de España.
A este fama contribuyeron las publicaciones didácticas editadas a partir del año 1910, como el Anuario Neufville y, a partir de 1920, la Crónica Poligráfica, bajo la dirección de Eudald Canibell.
En el campo tipográfico, Neufville fundió a partir de las matrices recibidas de la Bauersche Giesserei las creaciones de Lucian Bernhard, E. R. Weiss, Ernst Schneidler, Imre Reiner, Paul Renner, Heinrich Jost, Dr. Konrad Bauer y Walter Baum. La Futura, diseñada por Paul Renner en 1924, fue la que más éxito internacional obtuvo, siendo posiblemente el tipo de letra más vendida de todos los tiempos. Un ejemplo de su éxito es que en 1969 los primeros astronautas en acceder a la Luna depositaron una placa con una inscripción realizada con Futura.
A partir de los años 1960, la impresión tipográfica empezó a declinar a favor del offset. Aparecieron procedimientos más racionales para la composición de los textos que con letras de plomo, primero la fotocomposición, más tarde la autoedición con fuentes digitales. La Fundición Tipográfica Neufville, a pesar de las adversidades, consiguió mantener una fuerte producción de tipos de plomo, debido a la adquisición de las fundiciones más importantes: en 1971, la Fundición Tipográfica Nacional, en 1972, la Bauersche Giesserei, en 1974, la Fonderie Typographique Française, en 1984, las matrices de la Lettergieterij Amsterdam, en 1985, la Ludwig & Mayer, en 1988, la Fonderies Tyographiques Réunies del Líbano. En 1974 abre una filial cerca de París, Neufville France, para el abastecimiento de tipos de plomo en Francia, Argelia, Marruecos y Túnez, actividad que durará hasta el año 1995.
La adquisición de las empresas no solo sirvió para mantener la actividad de la empresa en el suministro de tipografías durante más años que sus anteriores competidoras, sino también para obtener beneficios a más largo plazo de la propiedad intelectual de las tipografías de las empresas adquiridas, así como de sus marcas. Ya en el inicio de la era digital en 1980, Neufville firmó acuerdos con fabricantes de fuentes para ordenador para la amplia gama de tipografías propias, así como las de las empresas que había absorbido.
Fundición Tipográfica Neufville, SA se disolvió en 1995. Algunos de sus punzones y matrices más antiguos fueron depositados en el Departamento de Diseño e Imagen de la Universidad de Barcelona, pocos años más tarde otras matrices y fundidoras se depositaron en la Sala Temática de la Diputación de Lérida y finalmente, en el año 2005, las últimas matrices que componían el principal programa de fundición fueron adquiridas por la Imprenta Municipal-Artes del Libro del Ayuntamiento de Madrid.
Después del cierre de la empresa, Bauer Types SL, su sucesora, continuó fundiendo tipos de plomo durante unos pocos años y firmó en 1998 un acuerdo con la empresa holandesa Visualogik para la digitalización de fuentes en Neufville Digital.

## Tipografías
Neufville Digital clasifica sus tipografías en tres grandes colecciones:
- Colección moderna: Pragma ND, Fontana ND, Fractura ND, etc.
- Clásicos Bauer: Futura ND, Elizabeth ND, etc.
- Grafía latina: Pascal ND, Ilerda ND, Paris ND, etc.